# Ганс-Ебергардт Гандерт
Ганс-Ебергардт Гандерт (нім. Hans-Eberhardt Gandert; 2 вересня 1892, Зандберг — 24 липня 1947, Аугсбург) — німецький льотчик-ас Першої світової війни, генерал-майор люфтваффе.

## Біографія
22 березня 1912 року почав службу в 8-у єгерському батальйоні. З 2 червня по 18 серпня 1914 року пройшов підготовку льотчика в льотній школі в Ноєндорфі. Був направлений в FEA Dobertz. 14 вересня 1914 році отримав призначення в FFA 31. Воював на російському фронті, був збитий вогнем із землі 10 жовтня. Повернувся в стрій через 3 дня. З 25 липня по 1 вересня літав у складі FA 20, але потім знову повернувся в FFA 31, де залишався до 26 жовтня 1915 року. 7 червня 1916 року був переведний в FA 54, потім в FA 24. 3 вересня, воюючи на Румунському фронті, почав літати на винищувачах, став командиром ланки винищувального відділення. Відразу після Різдва 1917 року був призначений командиром Jasta 51 у Франції. 1 березня 1918 прийняв командування над Jagdgruppe 6, залишаючись при цьому командиром Jasta 51. 29 вересня 1918 року його літак був збитий під Лангемарком, при цьому Гандерт був поранений і потрапив у полон. Всього за час бойових дій здобув 8 повітряних перемог. Після демобілізації армії продовжив службу в рейхсвері. В 1934 році перейшов у люфтваффе. Під час Другої світової війни був командиром кількох тренувальних шкіл. Вийшов у відставку 28 лютого 1945 року.

## Нагороди
- Залізний хрест 2-го і 1-го класу
- Нагрудний знак військового пілота (Пруссія)
- Королівський орден дому Гогенцоллернів, лицарський хрест з мечами
- Хрест «За військові заслуги» (Австро-Угорщина) 3-го класу з військовою відзнакою
- Нагрудний знак «За поранення» в чорному
- Почесний хрест ветерана війни з мечами
- Медаль «За вислугу років у Вермахті» 4-го, 3-го, 2-го і 1-го класу (25 років)